# Liste der Kulturdenkmäler in Krottelbach
In der Liste der Kulturdenkmäler in Krottelbach sind alle Kulturdenkmäler der rheinland-pfälzischen Ortsgemeinde Krottelbach aufgeführt. Grundlage ist die Denkmalliste des Landes Rheinland-Pfalz (Stand: 6. September 2022).

## Einzeldenkmäler
| Bezeichnung | Lage                  | Baujahr         | Beschreibung                                                          | Bild |
| ----------- | --------------------- | --------------- | --------------------------------------------------------------------- | ---- |
| Quereinhaus | Friedhofstraße 7 Lage | 18. Jahrhundert | Quereinhaus, im Kern aus dem 18. Jahrhundert, separater Gewölbekeller | BW   |